# Božena Slančíková-Timrava

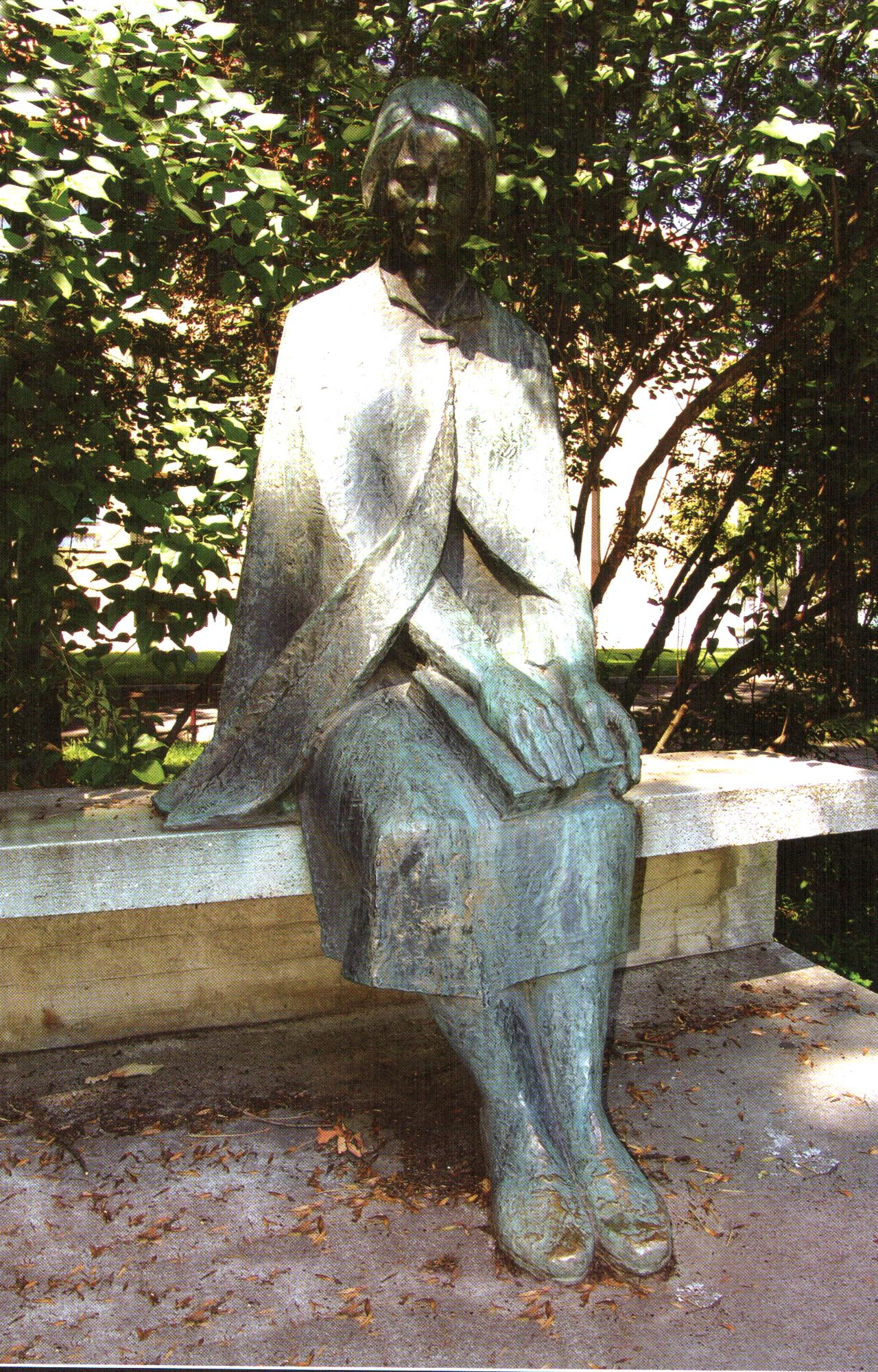
Timrava szobra Losoncon, a róla elnevezett gimnázium előtti parkban.

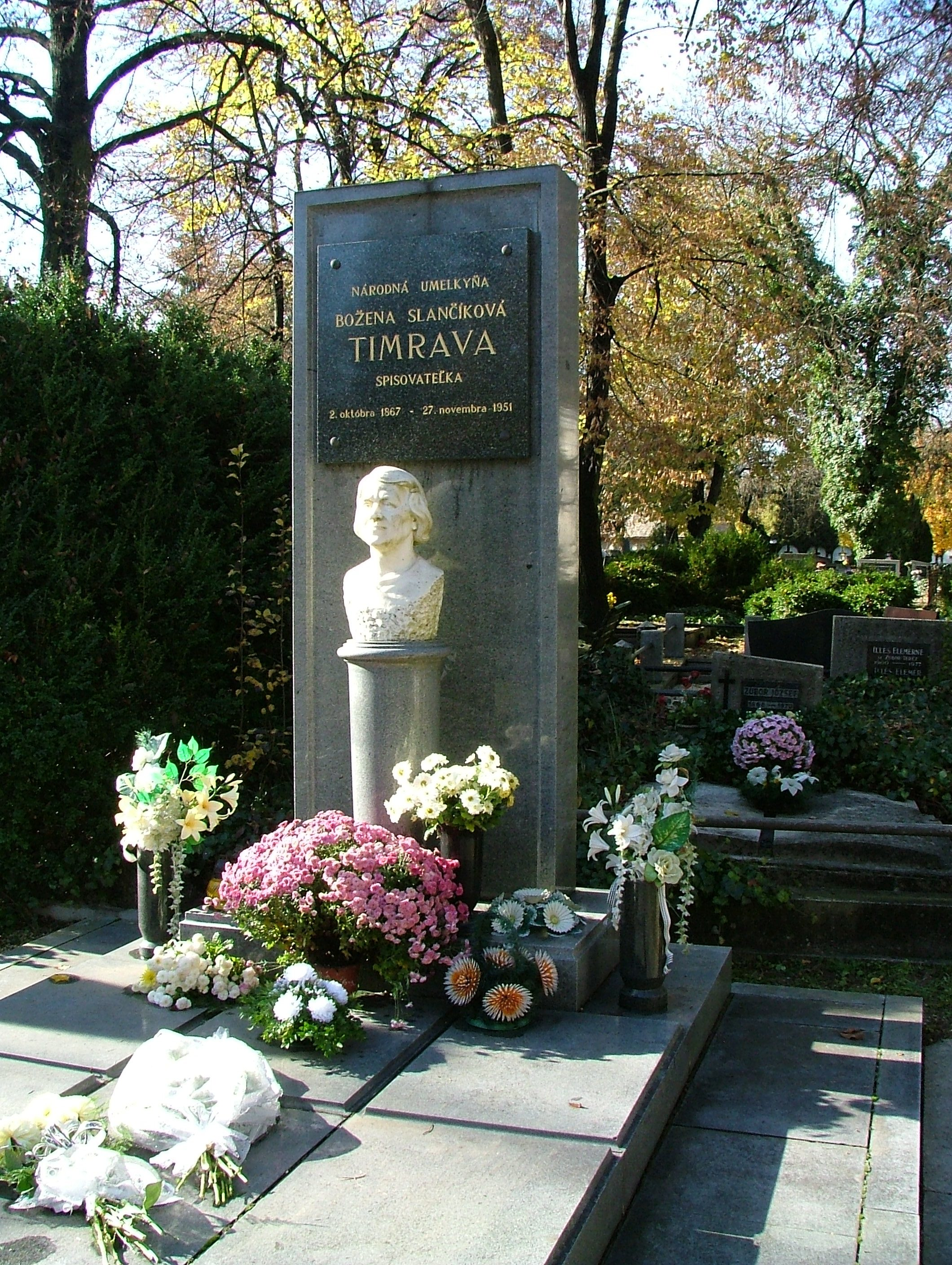
Timrava sírja a losonci temetőben

Božena Slančíková-Timrava (írói neve: Timrava) (Parlagos, 1867. október 2. – Losonc 1951. november 27.) szlovák írónő.

## Élete
Édesapja Szlancsik Pál (Pavel Slančík) (Lónyabánya, 1833-Parlagos, 1909) evangélikus lelkész. Pozsonyban és Halléban végezte tanulmányait, majd 3 év káplánkodás után, 38 éven át, haláláig szolgált Parlagoson. Édesanyja Honétzy Mária (Kiéte, 1845–?, 1923). 11 gyermekükből 6 érte meg a felnőttkort, köztük a harmadikként született Božena, aki apja haláláig szintén Parlagoson lakott. Utána átköltözött ikertestvéréhez, Bogyoszlóhoz, a szomszédos Ábelfalvára (Abelova). Csak 78 éves korában, 1945-ben költözött be Losoncra.
Szegénységük miatt csak két osztályt járt Parlagoson, utána édesapja tanította, és csak a vizsgákat tette le. 1881-1882-ben egy évre elküldték Besztercebányára, hogy németül és magyarul tanuljon, a polgári iskola negyedik osztályában. 1900-ban Alsókubinban (Dolný Kubin) volt társalkodónő. E két kimozdulásától eltekintve egész életét a két szomszédos nógrádi faluban, Parlagoson és Ábelfalván töltötte. Írásaiban is a falusi élettel foglalkozik.
Unokaöccse, Szlancsik Pál (1894-1966), pusztaföldvári evangélikus lelkész, költő.

## Emlékezete
- Losoncon gimnáziumot neveztek el róla.

- A gimnázium előtt áll egész alakos szobra.

- Losoncon róla elnevezett szlovák nyelvű színház működik: Divadlo B.S. Timravy

- 2007-ben életéről dokumentumfilm készült Nagynéném Timrava címmel.

- 2017-ben, születésének 150. évfordulója tiszteletére 10 € névértékű érmét bocsátott ki a Szlovák Nemzeti Bank.

## Főbb művei
- 1887 – Hajtás, kéziratos lapot ír testvéreivel
- 1896 – Kihez menjek?, első novellája
- 1896 – Az újdonsült útkaparó, novella
- 1897 – Szolgakeservek, novella
- 1899 – Rossz szeretők, novella
- 1901 – Bál, novella
- 1900 – Harcból, novella
- 1902 – Tapasztalat' novella
- 1905 – Büszkeség nélkül, novella
- 1907 – Az ígéret földje, novella
- 1914 – Ťapákék, novella
- 1918 – Hősök, novella
- 1936 – Két korszak, novella
- 1938 – Özönvíz, utolsó novellája

## Magyarul
- A büszke páva. Népszínmű; ford. Krizan Sarolta, Kinčeš Olga; Slovenské Divadelné a Literarne Zastupitel'stvo, Bratislava, 1955
- Hősök. Elbeszélések; vál., utószó Ivan Kusý, ford. Hubik István; Szlovákiai Szépirodalmi Kiadó, 1960, Madách Kiadó, 1975, 1987, Bratislava